# 1050
Évszázadok: 10. század – 11. század – 12. század
Évtizedek: 1000-es évek – 1010-es évek – 1020-as évek – 1030-as évek – 1040-es évek – 1050-es évek – 1060-as évek – 1070-es évek – 1080-as évek – 1090-es évek – 1100-as évek
Évek: 1045 – 1046 – 1047 – 1048 –  1049 – 1050 – 1051 – 1052 – 1053 – 1054 – 1055

## Események
- Gebehard regensburgi püspök hadai betörnek Magyarországra, válaszul I. András serege Ausztriát dúlja. Sikertelenül próbálja megakadályozni Hainburg várának építését.

## Születések
- IV. Henrik német-római császár († 1106).
- II. Lipót osztrák őrgróf († 1095).

## Halálozások
- Zoé bizánci császárnő